# Ichthyosaurus
Az Ichthyosaurus nem (görög ιχθυς ichtisz, azaz „hal” és σαυρος szaurosz, azaz „gyík”) az állatok (Animalia) gerincesek (Vertebrata) törzsének a hüllők (Reptilia) osztályába, halgyíkok (Ichthyosauria) rendjébe, Ichthyosauridae családjába tartozó fajok csoportja a kora jura földtörténeti idő hettangi és sinemuri emeletében.

## Típuspéldány
Az Ichthyosauridae család 245 millió évvel ezelőtt jelent meg. A nem képviselője került elő elsőként 1821-ben, ezért az 1822-ben leírt lelet nemcsak az Ichthyosaurus genus, hanem a család és a rend típuspéldánya is, annak ellenére, hogy nem a legkorábban élő, nem a legtipikusabb és nem is a legelterjedtebb fajok tartoznak ide.
1818-ban egy töredékes lelet kapta az Ichthyosaurus nevet, ezt 1822-ben William Daniel Conybeare sorolta az I. communis fajba, és Richard Owen 1861-ben állapította meg, hogy a hasonló nemek az Ichthyopterygia csoportba tartoznak.
Az Ichthyosaurus nem a rokonság evolúciós időszakának közepén alakult ki és viszonylag rövid ideig létezett.

## Általános adatok
A nem fajai az átlagnál kisebb termetűek, 2 méteres hosszt értek el. Hát- és farokuszonyuk lenyomatból ismert, mivel fosszilizálódó részek nincsenek benne. Hátúszójuk a cetekhez hasonló, farokuszonyuk a cetektől eltérően függőleges. Ez a körülmény a mozgás jellegét mutatja, a cetek fel és le hajladozó gerincmozgással haladnak, az ichthyoszauruszok pedig a halakhoz hasonló oldalirányú hullámzással. Függőleges farokuszonyúak egyes átalakult krokodilfélék, viszont ezektől eltérően a farokuszonyban a farokcsigolyák lefelé törnek és az alsó részben vannak.
Az Ichthyosaurus vízi alkalmazkodásának foka szintén a cetekhez hasonló, orrnyílásaik feltolódtak az orrhátra, végtagjaik csökevényesek és kormányzó uszonnyá alakultak (bár csuklóízületük még mozgásképes volt), ezenkívül bizonyítottan elevenszülők. Az Ichthyosaurus fejlett belső füllel rendelkezett, de nagy szemük alapján egyértelmű, hogy nagy mértékben támaszkodtak vadászat alkalmával a látásukra.

## Rendszerezés
- Ichthyosaurus anningae Lomax & Massare, 2015
- Ichthyosaurus breviceps Owen, 1881
- Ichthyosaurus ceramensis Martin, 1888
- Ichthyosaurus communis Conybeare, 1822 - típusfaj
- Ichthyosaurus conybeari Lydekker, 1888
- Ichthyosaurus intermedius Conybeare, 1822>

## Előfordulásuk

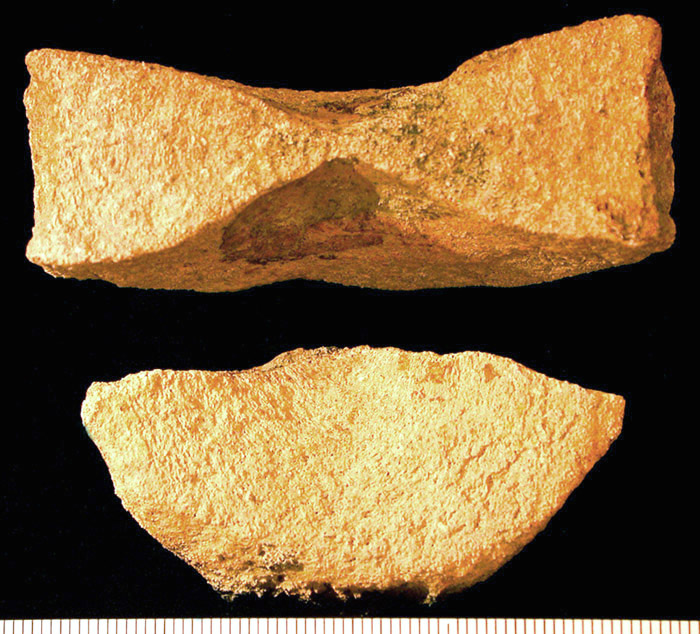
Ichthyosaurus-csigolyák

Az Ichthyosaurus-fosszíliákat a mai Brit-szigetek szikláiban találtak, melyeket mintegy 200 millió évvel ezelőttig víz borított. A kanadai Alberta és Brit Columbia államokban, valamint az Amerikai Egyesült Államok-beli Oregonban szintén találtak kövületeket.

## Megjelenésük
Az Ichthyosaurus-fajok hossza körülbelül 2,5 méter, testtömege körülbelül 150 kilogramm lehetett. A törzs kecsesen áramvonalas volt és izmos. A gerinc, a nyaki résznél domború volt, a faroki résznél megtört. A mellső végtag uszonyszerűvé alakult, úszásra és irányításra szolgált. A hátsó végtagok elcsökevényesedtek, de még meg voltak. A hátuszony a cápákéhoz hasonlóan háromszög alakú volt, s így biztosította az állat egyensúlyát a vízben. Az állatok, a farokúszó erős csapásaival hajtották magukat előre. A farokúszó alsó részét a gerinc meghosszabbodott, megtört vége erősítette. Az állkapocs csőrszerűen megnyúlt, így vadászatkor csökkentette a vízellenállást. Több sor kisméretű fog helyezkedett el benne, hogy az állat a csúszós halakat is meg tudja ragadni. A szem nagy volt; a pupillát szarulemez erősítette, ezért az állat a zavaros vízben is jól látott.

## Életmódjuk

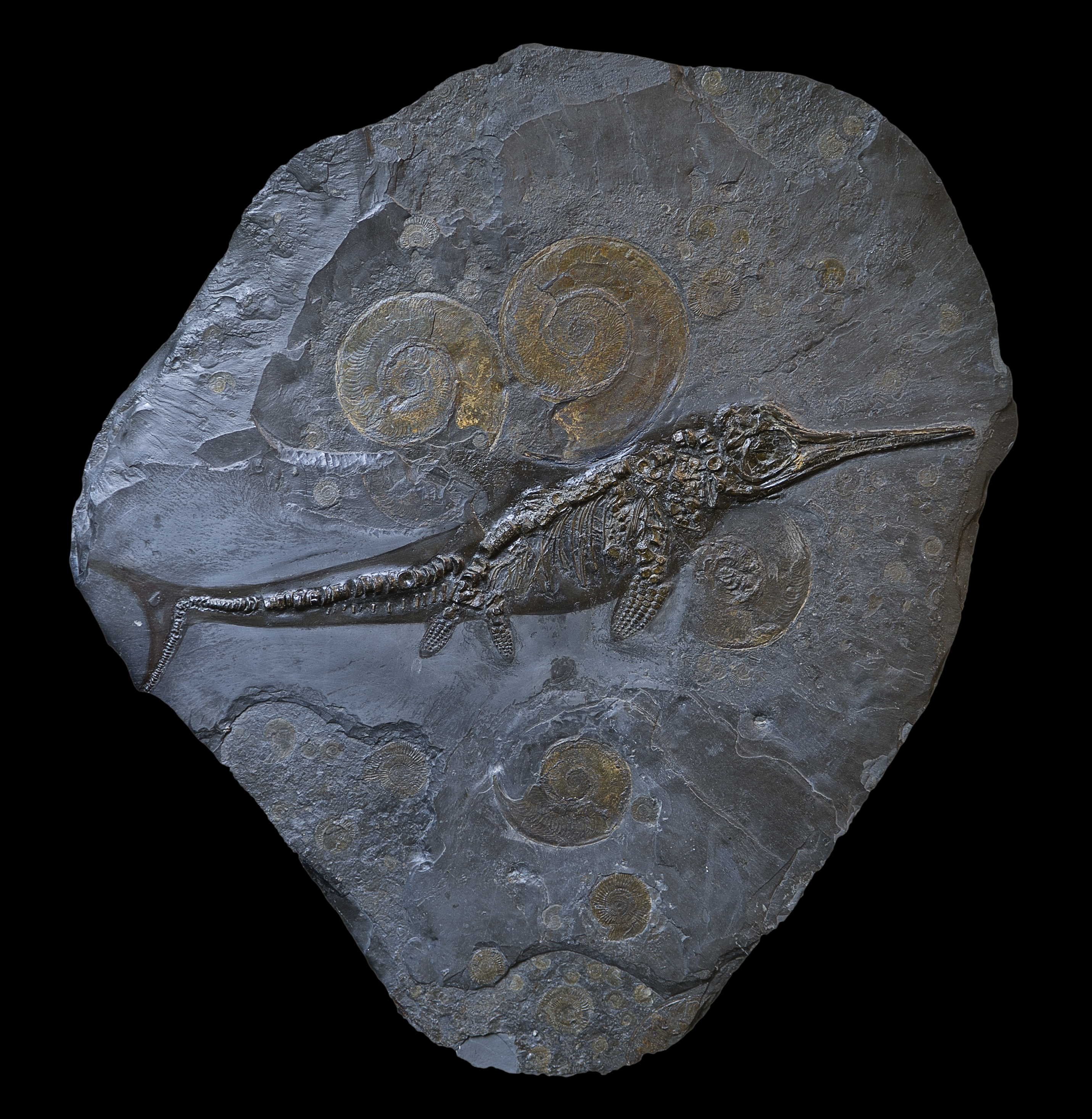
Ichthyosaurus acutirostris

Az Ichthyosaurus-fajok nyílt tengeri ragadozók voltak. Táplálékuk halak, tintahalak és kisebb vízihüllők. Az állatokra nagyobb halgyíkok és plezioszauruszok vadásztak. A fiatalokra még Hybodus cápák is vadászhattak.

## Szaporodásuk
Valószínűleg belső megtermékenyítéssel szaporodtak. Az állatok elevenszülők voltak, egyszerre 2-11 kölyköt hozhatott a világra egy nőstény. A kis ichthyosaurusok mindig farokkal előre születtek, hogy ne fulladjanak meg.